# Hippopotamus major
Hippopotamus antiquus (бегемот європейський великий) — вимерлий вид парнокопитних ссавців з родини бегемотових (Hippopotamidae). Вид мешкав у плейстоцені. Скам'янілості знайдені у Західній Європі (Франція, Італія, Іспанія, Велика Британія). Він був значно більшим за сучасного бегемота (Hippopotamus amphibius).

## Опис

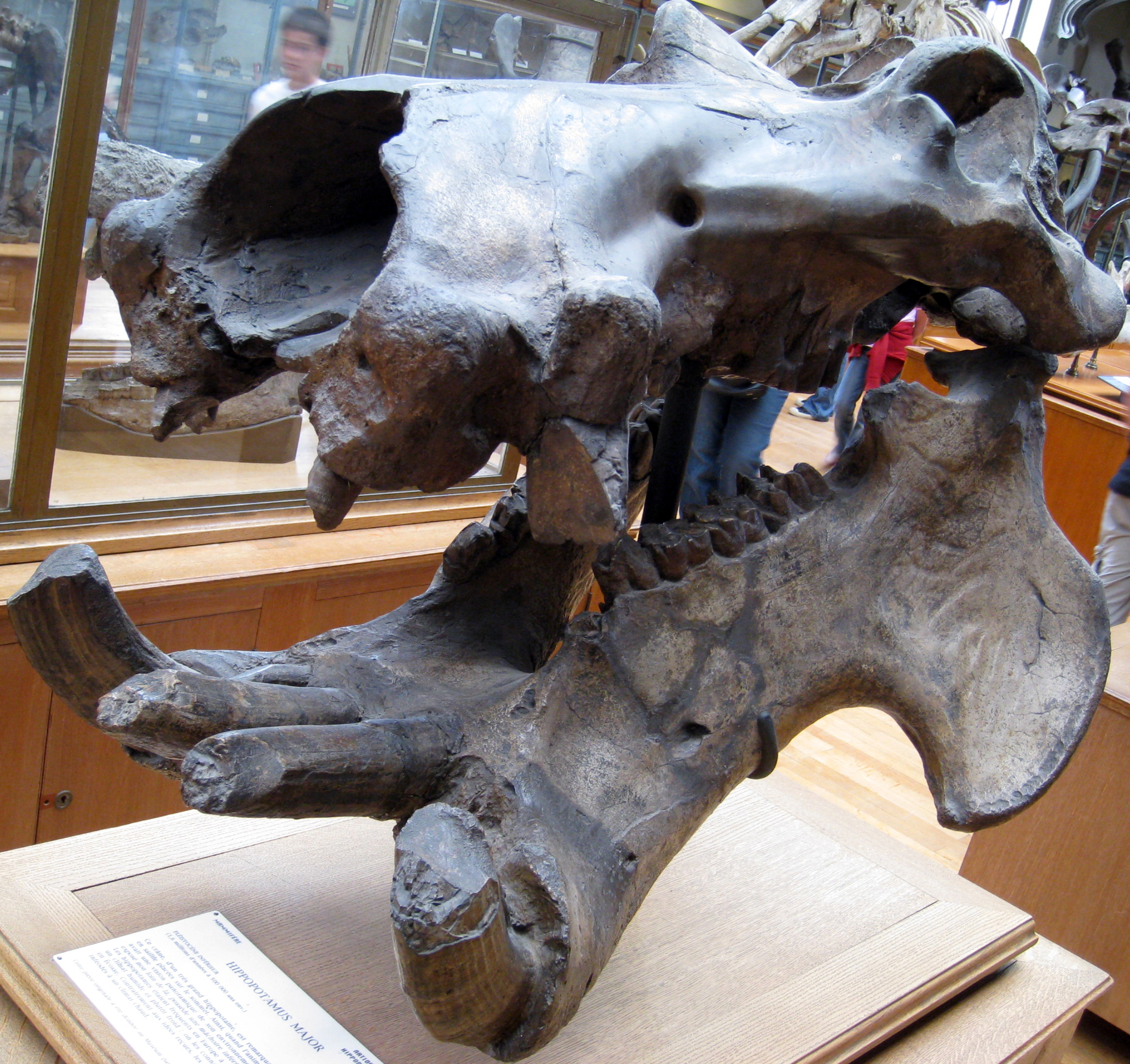
Череп з Музею природознавства Парижу

Базуючись на поперечному діаметрі кінцівок, H. antiquus важив 3500—4200 кілограмів. Об'ємний аналіз (який зазвичай вважається більш точним) наводить масу тіла зразка з Флорентійського університету близько 3174 кілограмів — приблизно вдвічі більше середньої маси сучасного бегемота (H. amphibius). Представники виду відрізнялися за розмірами — особини з кінця раннього плейстоцену та середнього плейстоцену в середньому були меншими, ніж особини раннього плейстоцену. У порівнянні з сучасними бегемотами їхній череп був тонший і витягнутий, але з коротшою черепною коробкою.
Припускається, що Hippopotamus antiquus був більш пристосований до життя у воді, ніж Hippopotamus amphibius: його череп мав більш підняті очні ямки, а ноги — коротші трубчасті кістки. Аналіз ізотопів азоту дозволяє припустити, що H. antiquus надавав перевагу водним рослинам, на відміну від сучасного H. amphibius, який віддає перевагу наземним травам.

## Поширення
H. antiquus був поширений по всій Європі, від Піренейського та Апеннінського півостровів до Британських островів, від Рейну до Греції. Найсхідніше свідчення походить з Кавказьких гір у Грузії (місцезнаходження Ахалкалакі). Можливі рештки цього виду також відомі з місцезнаходження Убейдія в Ізраїлі, хоча інші автори відносять ці рештки до виду H. behemoth. Їхнє поширення сильно залежало від температури, вид мігрував у північні частини Європи лише в теплі міжльодовикові періоди.